# 我家小两口
《我家小两口》，是中国大陆湖南卫视推出的一档亲情成长观察类真人秀节目，也是「我家」系列亲情成长观察类真人秀节目的第三部。节目以记录与观察为主打，结合纪实真人秀与演播室观察访谈类节目的特点全方位展现明星夫妻的婚姻生活。《我家小两口》依旧由制作过前两部的陈歆宇工作室打造，主持人则由湖南卫视主持人李维嘉与大张伟二人担任，天娱传媒主持人刘欣然不再参与本部作品的主持工作，节目于2019年7月6日起每週六22:00接档《我们的师父》播出。

## 节目简介
《我家小两口》以「相信爱，才能相爱」为主题，节目形制与前两部完全一致，观察对象改为有份参演节目的明星夫妻或情侣。而在观察员方面，本部作品创新加入了「自己看自己」的观察模式，不再将这一角色局限于父母长辈。

## 节目成员
| 观察对象       | 观察对象       | 观察对象       | 观察对象 | 观察对象       | 观察对象           | 观察对象      | 观察员 | 观察员           |
| 男方           | 男方           | 男方           | 女方     | 女方           | 女方               | 结婚日期      | 观察员 | 观察员           |
| 姓名           | 生日           | 职业           | 姓名     | 生日           | 职业               | 结婚日期      | 姓名   | 与观察对象之关系 |
| -------------- | -------------- | -------------- | -------- | -------------- | ------------------ | ------------- | ------ | ---------------- |
| 严屹宽         | 1979年1月24日  | 演员           | 杜若溪   | 1985年1月30日  | 演员               | 2014年3月22日 | 杜若溪 | 女方本人         |
| 严屹宽         | 1979年1月24日  | 演员           | 杜若溪   | 1985年1月30日  | 演员               | 2014年3月22日 | 严屹宽 | 男方本人         |
| 李承铉         | 1984年10月30日 | 演员           | 戚薇     | 1984年10月26日 | 演员、歌手         | 2014年9月8日  | 戚薇   | 女方本人         |
| 李承铉         | 1984年10月30日 | 演员           | 戚薇     | 1984年10月26日 | 演员、歌手         | 2014年9月8日  | 李承铉 | 男方本人         |
| 禹景曦（若风） | 1992年10月19日 | 前职业电竞选手 | 戚蓝尹   | 1993年4月6日   | 模特、演员、主持人 | 2018年10月5日 | 戚蓝尹 | 女方本人         |
| 向佐           | 1984年7月20日  | 模特、演员     | 郭碧婷   | 1984年1月16日  | 演员               | 2019年9月10日 | 陈岚   | 男方母亲         |

### 成员变迁
2019年7月6日，《我家小两口》在湖南卫视首播。三组首发嘉宾分别为2014年完婚的严屹宽、杜若溪夫妇，2018年完婚的禹景曦（若风）、戚蓝尹夫妇，以及2019年9月10日完婚的向佐、郭碧婷情侣，杜若溪和戚蓝尹亦同时在演播室担任观察员，而首发嘉宾中唯一的妈妈观察员则为向太陈岚。
2019年7月20日，第三期节目在湖南卫视播映，严屹宽自该期节目起接替杜若溪出任观察员。8月3日，第五期节目在湖南卫视播映，杜若溪自该期节目起重新出任观察员，并接替先前担任观察员的严屹宽。
8月17日，第七期节目在湖南卫视播映，2014年完婚的李承铉、戚薇夫妇自该期节目起正式出演，二人亦同时在演播室担任观察员。此外，严屹宽亦从该期节目起再次接替杜若溪出任观察员。同月24日，第八期节目在湖南卫视播映，戚薇和李承铉自该期节目起隔期交替出任观察员。31日，第九期节目在湖南卫视播映，若风、戚蓝尹夫妇因前期积累素材较少，故该期节目中未播放与二人相关的片段，但戚蓝尹依旧作为观察员参与该期节目。此外，杜若溪亦从该期节目起再次接替严屹宽出任观察员。9月7日，第十期节目在湖南卫视播映，若风、戚蓝尹夫妇的生活片段依旧未在节目中出现，戚蓝尹亦未担任观察员。此外，李承铉自该期节目起固定担任观察员。而严屹宽、杜若溪夫妇也在该期节目播映完毕后因工作档期安排而提前结束录制。此后，节目中不再播放二人的生活片段，但二人并未退出节目，杜若溪在之后的节目中继续出任观察员。

## 节目内容
- 兼任观察员者以粗体表示。

| 集数 | 播出日期      | 观察对象                                                 | 飞行观察员     |
| ---- | ------------- | -------------------------------------------------------- | -------------- |
| 1    | 2019年7月6日  | 向佐、郭碧婷、若风、戚蓝尹、严屹宽、杜若溪               | 王珂、刘涛     |
| 2    | 2019年7月13日 | 向佐、郭碧婷、若风、戚蓝尹、严屹宽、杜若溪               | 王弢、刘璇     |
| 3    | 2019年7月20日 | 向佐、郭碧婷、若风、戚蓝尹、严屹宽、杜若溪               | 宁静           |
| 4    | 2019年7月27日 | 向佐、郭碧婷、若风、戚蓝尹、严屹宽、杜若溪               | 郭晓东、程莉莎 |
| 5    | 2019年8月3日  | 向佐、郭碧婷、若风、戚蓝尹、严屹宽、杜若溪               | 王新军、秦海璐 |
| 6    | 2019年8月10日 | 向佐、郭碧婷、若风、戚蓝尹、严屹宽、杜若溪               | 包文婧         |
| 7    | 2019年8月17日 | 向佐、郭碧婷、若风、戚蓝尹、严屹宽、杜若溪、李承铉、戚薇 | 无             |
| 8    | 2019年8月24日 | 向佐、郭碧婷、若风、戚蓝尹、严屹宽、杜若溪、李承铉、戚薇 | 倪虹洁         |
| 9    | 2019年8月31日 | 向佐、郭碧婷、严屹宽、杜若溪、李承铉、戚薇               | 吴昕           |
| 10   | 2019年9月7日  | 向佐、郭碧婷、严屹宽、杜若溪、李承铉、戚薇               | 范湉湉         |
| 11   | 2019年9月14日 | 向佐、郭碧婷、若风、戚蓝尹、李承铉、戚薇                 | 陈铭           |
| 12   | 2019年9月21日 | 向佐、郭碧婷、若风、戚蓝尹、李承铉、戚薇                 | 黄圣依         |

## 收视率
| 中国大陆 湖南卫视 首播收视率 |               |        |          |       |           |           |           |                                                                               |
| 集數                         | 播出日期      | CSM59  | CSM59    | CSM59 | CSM全国网 | CSM全国网 | CSM全国网 | 備註                                                                          |
| 集數                         | 播出日期      | 收視率 | 收視份額 | 排名  | 收視率    | 收視份額  | 排名      | 備註                                                                          |
| 1                            | 2019年7月6日  | 0.795  | 5.30     | 8     | 0.74      | 5.56      | 1         |                                                                               |
| 2                            | 2019年7月13日 | 0.674  | 4.54     | 6     | 0.6       | 4.77      | 1         | 北京《跨界喜剧王第四季》开播 浙江《熟悉的味道第四季》暂停播映                 |
| 3                            | 2019年7月20日 | 0.576  | 3.94     | 10    | 0.56      | 4.45      | 1         | 浙江《熟悉的味道第四季》复播                                                  |
| 4                            | 2019年7月27日 | 0.602  | 4.11     | 9     | 0.65      | 5.14      | 1         | 东方《我最爱的女人们》完结                                                    |
| 5                            | 2019年8月3日  | 0.645  | 4.29     | 10    | 0.62      | 4.91      | 1         | 东方《做家务的男人》开播 浙江《熟悉的味道第四季》完结                         |
| 6                            | 2019年8月10日 | 0.622  | 3.96     | 11    | 0.63      | 4.59      | 1         |                                                                               |
| 7                            | 2019年8月17日 | 0.676  | 4.89     | 8     | 0.6       | 4.94      | 1         |                                                                               |
| 8                            | 2019年8月24日 | 0.544  | 4.32     | 8     | 0.55      | 5.11      | 1         | 浙江《各位游客请注意》后移至21:25播出                                         |
| 9                            | 2019年8月31日 | 0.443  | 3.24     | 13    | 0.43      | 3.76      | 2         | 浙江《各位游客请注意》前移至20:30播出 北京《跨界喜剧王第四季》前移至20:30播出 |
| 10                           | 2019年9月7日  | 0.582  | 4.02     | 9     | 0.55      | 4.39      | 1         | 东方《做家务的男人》前移至20:30播出                                           |
| 11                           | 2019年9月14日 | 0.506  | 3.93     | 11    | 0.41      | 3.93      | 1         | 江苏《音浪合夥人》开播                                                        |
| 12                           | 2019年9月21日 | —      | —        | —     | —         | —         | —         | 北京《跨界喜剧王第四季》后移至20:58播出                                       |

1. 同时段或交叉时段主要节目：
  - 浙江卫视：《熟悉的味道4》／《各位游客请注意》
  - 江苏卫视：《音浪合夥人》
  - 东方卫视：《我最爱的女人们》／《做家务的男人》
  - 北京卫视：《跨界喜剧王4》
2. 数据由广视索福瑞提供，调查范围为四岁以上之观众。
3. 以上收视排名不包括央视在内。
4. 资料来源：卫视这些事儿、卫视小露电、TV未知数。
5. 排名为週六晚间所有综艺节目的排名，并不一定为同一时段。